# Holkham Hall

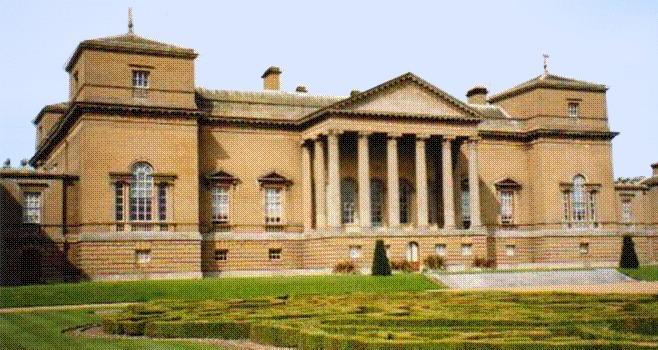
Holkham Hall. A severa fachada sul palladiana, com o seu pórtico jónico, é desprovida de brasões ou motivos; nem mesmo uma janela cega é permitida para quebrar o vazio entre as janelas e a linha dos telhados, enquanto as janelas baixas são meras perfurações no austero trabalho de tijolo. O único vestígio de ornamentação é formado por duas janelas venezianas nos extremos.

Holkham Hall é um palácio rural oitocentista localizado nas imediações da aldeia de Holkham, na costa norte do condado inglês de Norfolk. O edifício foi construído ao estilo Palladiano para Thomas Coke, 1º Conde de Leicester, pelo arquitecto William Kent, com conselhos do arquitecto e aristocrata Lord Burlington. A Chiswick House de Lord Burlington é o protótipo para muitos dos palácios revivalistas do Palladianismo na Inglaterra.
Holkham Hall é um dos melhores exemplos ingleses do estilo arquitectónico neo-palladiano, com a severidade do desenho a seguir mais de perto os ideais de Palladio que muitos dos numerosos palácios construídos no mesmo estilo naquele período. A propriedade de Holkham, antigamente conhecida como Neals, havia sido comprada em 1609 por Edward Coke, o fundador da fortuna da família. Esta permanece, actualmente, como a casa ancestral da família Coke, os Condes de Leicester de Holkham.

## Arquitectos e patrono

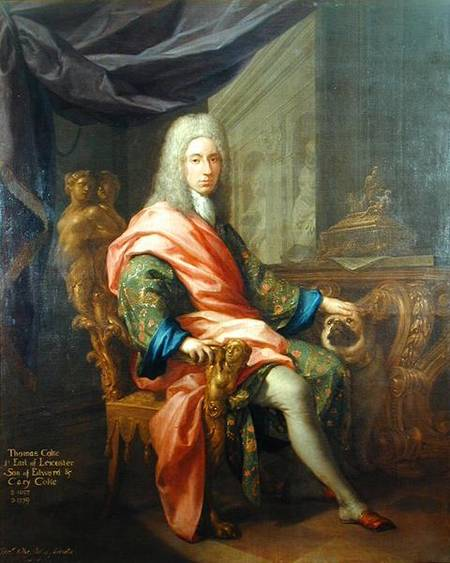
Thomas Coke, 1º Conde de Leicester, o fundador de Holkham Hall.

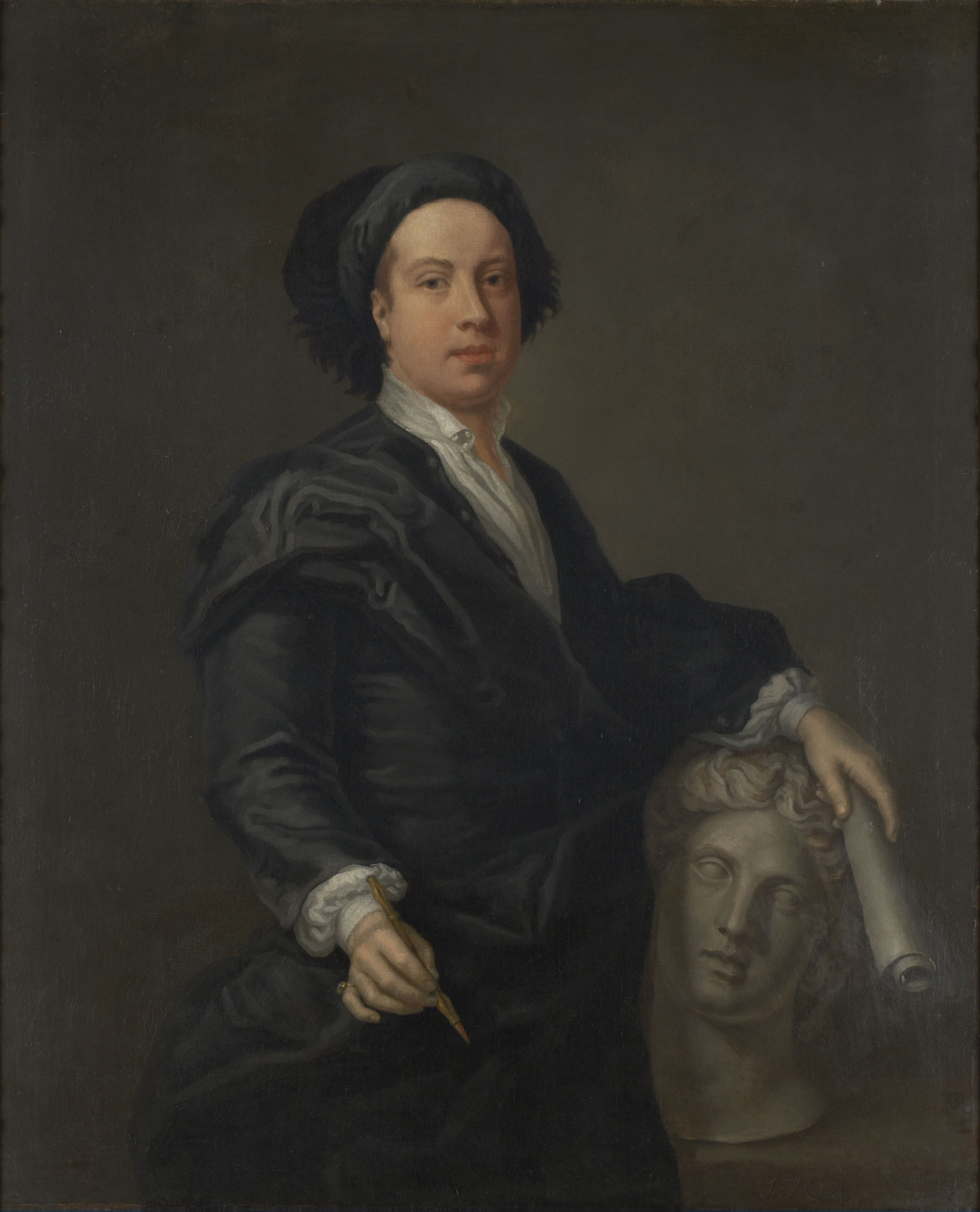
William Kent, o responsável pela aparência exterior de Holkham Hall.

O construtor de Holkham Hall foi Thomas Coke, mais tarde 1º Conde de Leicester, nascido em 1697. Era um homem rico e culto que havia feito o Grand Tour na sua juventude, permanecendo afastado da Inglaterra durante seis anos, entre 1712 e 1718. Pensa-se que terá encontrado pela primeira vez Lord Burlington - o arquitecto aristocrata na vanguarda do movimento revivalista do Paladianismo em Inglaterra - e William Kent na Itália, em 1715; é possível que ali, na casa original do Palladianismo, tenha sido concebida a ideia de um novo palácio em Holkham. De regresso a Inglaterra, não só com uma recém-adquirida biblioteca mas também com colecções de arte e esculturas com as quais poderia guarnecer o novo edifício planeado, Coke fez desastrosos investimentos na "The South Sea Company". As notáveis perdas resultantes quando a Bolha da South Sea rebentou, em 1720 (sofrida não só por Coke mas também por muitos membros da aristocracia e do governo), obrigaram ao adiamento da nova propriedade rural planeada por Coke durante mais de dez anos. Coke, feito Conde de Leicester em 1744, faleceu em 1759, cinco anos antes da finalização de Holkham Hall, nunca tendo recuperado completamente das suas perdas financeiras. A sua esposa, Lady Margaret Tufton, Condessa de Leicester, (1700-1775) pôde supervisionar a conclusão do edifício.
Embora Colen Campbell tenha sido contratado por Thomas Coke no início da década de 1720, os mais antigos trabalhos existentes e planos de construção para Holkham Hall foram desenhados por Matthew Brettingham, sob a supervisão do próprio Thomas Coke, em 1726. Estes seguiram as linhas mestras e os ideais preconizados para a casa por Kent e Burlington. O estilo neo-Palladiano escolhido estava, nesse período, de regresso à Inglaterra. 

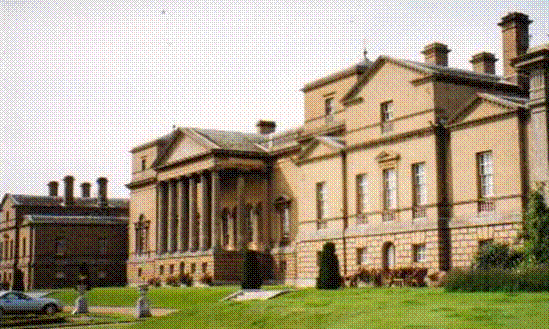
Holkham Hall, com uma das quatro alas secundárias idênticas; em primeiro plano, à direita.

O estilo tinha feito uma breve aparição no país antes da Guerra Civil, introduzido por Inigo Jones, mas depois da Restauração foi substituído em popularidade pelo estilo Barroco. O "neo-Palladianismo", popular no século XVIII, era livremente baseado na aparência das obras de Andrea Palladio, o arquitecto italiano do século XVI. No entanto, este novo estilo nunca aderiu às suas regras estritas de proporção. Mais tarde, evoluiu para o que é geralmente referido como Georgiano, ainda popular na Inglaterra actual. este foi o estilo escolhido para muitas casas, tanto na cidade como no campo. Holkham Hall é uma excepção pela severidade do seu desenho e pela adesão muito próxima aos ideais de Palladio.
Thomas Coke, o qual dirigiu pessoalmente o projecto, delegou os deveres arquitectónicos in situ ao arquitecto local Matthew Brettingham, contratado para ser responsável pelo funcionamento das obras no terreno. Brettingham parece também ter sido o arquitecto da propriedade antes dessa data. William Kent foi responsável, principalmente, pelos interiores do Pavilhão Sudoeste, ou bloco de alas da família, particularmente da Longa Biblioteca. Kent também produziu uma variedade de exteriores alternativos, sugerindo uma decoração muito mais rica do que Thomas Coke queria. Em 1734, as fundações foram começadas. A construção continuaria por mais trinta anos, até 1764, ano em que o grande palácio ficou completo.

## O desenho de Holkham Hall

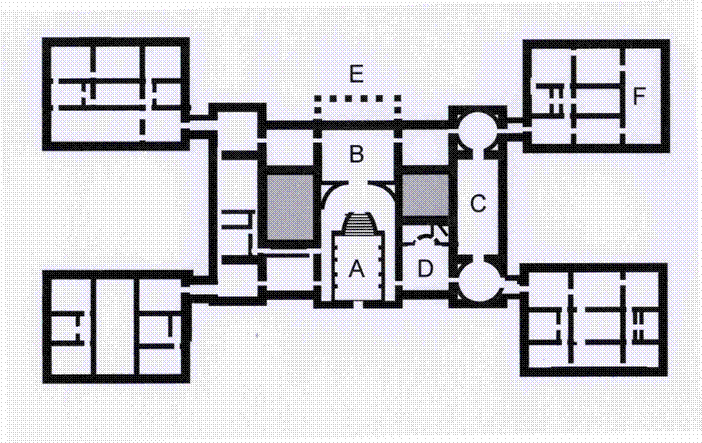
Planta simplificada, sem escala, do piano nobile de Holkham Hall, mostrando as quatro alas simétricas em cada canto do bloco principal. O sul fica no topo da planta. A - Vestíbulo de Mármore; B - Salão; C - Galeria das Estátuas, com as tribunas octogonais em cada extremo; D - Sala de Jantar; E - Pórtico Sul; F - Biblioteca, na privada ala familiar.

O estilo Palladiano era bem amado pelos Whigs como Thomas Coke, os quais gostavam de se identificar com os romanos da antiguidade. William Kent foi responsável para aparência exterior de of Holkham Hall. Este baseou o desenho numa villa Palladio que nunca seria construída, a Villa Mocenigo, tal como esta aparece no seu I Quattro Libri dell'Architettura, mas com algumas modificações. Os planos para Holkham Hall foram constituídos por um grande bloco central com dois andares apenas, contendo no nível do piano nobile uma série de salas de aparato simetricamente balanceadas em volta de dois pátios. Externamente não se reconhece qualquer vestígio desses pátios; estes servem puramente para providenciar iluminação em vez de servirem de recreio ou de valorização arquitectónica. Este grande bloco central está. por sua vez, flanqueado por outros quatro blocos rectangulares mais pequenos, ou alas, cada um deles ligados aos cantos do edifício central não por uma longa colunata, o que seria a norma na arquitectura Palladiana, mas por curtas alas de dois andares com apenas uma secção.

## Aparência externa

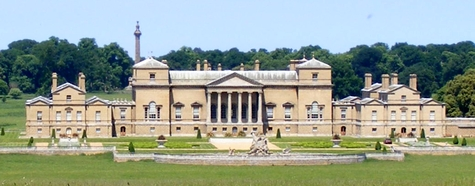
Fachada sul de Holkham Hall.

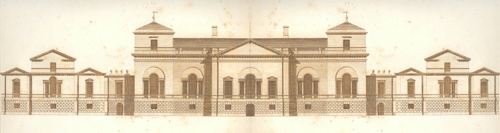
Elevação da fachada norte de Holkham Hall.

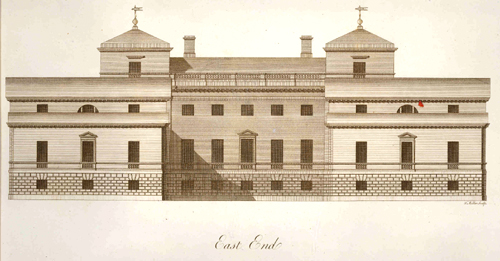
Elevação da fachada este de Holkham Hall.

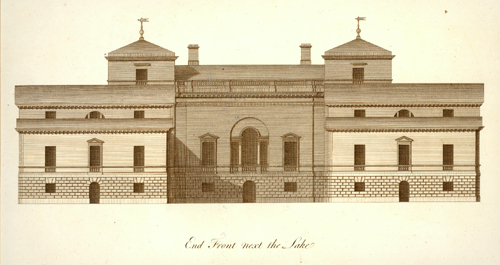
Elevação da fachada oeste de Holkham Hall.

A aparência externa de Holkham Hall pode ser melhor descrita como um gigantesco palácio romano. No entanto, tal como acontece com a maioria dos desenhos arquitectónicos, isso nunca é assim tão simples. Holkham é um edifício Palladiano, mas mesmo para este padrão a sua aparência arquitectónica externa é austera e desprovida de ornamentos. As razões para isto podem, quase certamente, ser traçadas pelo próprio Coke. O arquitecto que supervisionou as obras de Holkham Hall no terreno, Matthew Brettingham, registrou que Coke requereu e exigiu "amplitude", o que pode ser interpretado como conforto. Por esse motivo, as janelas que eram adequadamente iluminadas por uma janela tinham apenas uma, uma vez que a segunda poderia melhorar a aparência externa mas faria com que a sala fosse demasiado fria ou ventosa. Como resultado, as poucas janelas do piano nobile, apesar de colocadas de uma forma simétrica e equilibrada, parecem perdidas num mar de tijolo; apesar desses tijolos amarelos serem moldados como réplicas exactas de tijolos da Roma Antiga expressamente para Holkham. Por cima das janelas do piano nobile, onde, numa estrutura verdadeiramente Palladiana, estariam as janelas de um mezzanino, não existe nada. A razão para isto tem a ver com a dupla altura das salas de aparato no piano nobile; no entanto, nem uma janela cega é permitida para aliviar a severidade da fachada. No piso térreo, as paredes rusticadas são perfuradas por pequenas janelas que lembra, mais uma prisão quer um grande palácio. Um comentador arquitectónico, Nigel Nicolson, descreveu o edifício como parecendo tão funcional como uma escola de equitação prússia.
A fachada principal, a sul, tem 104,9 metros (344 pés) de extensão do extremo de uma das alas laterais ao extremo da outra. A sua austeridade é relevada, ao nível do piano nobile, apenas por um grande pórtico com seis colunas. 

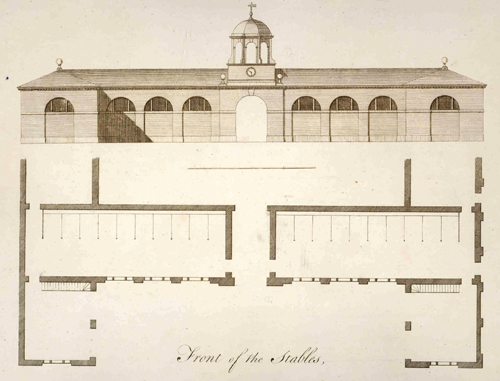
Elevação e planta dos estábulos de Holkham Hall.

Cada extremo do bloco central é terminado por uma ligeira projecção contendo uma janela veneziana encimada por uma torre quadrada com um único andar e coberto por um telhado de quatro águas, semelhante às empregues por Inigo Jones em Wilton House cerca de um século antes. Curiosamente, um pórtico quase idêntico foi desenhado por Inigo Jones e Isaac de Caus para a frente Palladiana de Wilton House, mas este nunca foi executado.
As alas laterais contêm salas de serviço e aposentos secundários - a ala da família a sudoeste, a ala dos convidados a noroeste; a ala da capela a sudeste; e a ala da cozinha a nordeste. Todas as alas laterais são externamente idênticas entre si: três secções, cada uma separada da seguinte por um estreito recesso na elevação. Cada uma das três secções é encimada por um frontão sem adornos. A composição de pedra, recessos, frontões e chaminés dos quatro blocos são quase reminiscentes do estilo Barroco inglês, em boas graças dez anos antes, empregue por Sir John Vanbrugh em Seaton Delaval Hall. Uma destas alas, tal como aconteceria no posterior Kedleston Hall, era, por si só uma casa de campo destinada a acomodar a família quando as salas de aparato do bloco central não estavam a ser usadas.
Na década de 1850, Samuel Sanders Teulon desenhou o alpendre de um andar na principal entrada norte, embora estilisticamente não seja possível distingui-lo do edifício setecentista.

## Interior

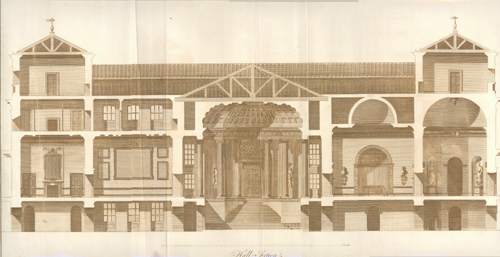
Secção de Holkham Hall.

No interior do edifício, a forma Palladiana atinge uma elevação e grandeza raramente vista em qualquer outro palácio da Inglaterra — um contraste deliberado com as austeras fachadas. O que se se torna notável é o facto desta grandeza única ser obtida com a ausência de ornamentos excessivos. Os trabalhos no interior desenvolveram-se entre 1739 e 1773, sendo as primeiras salas habitáveis as da ala privada da família, em uso a partir de 1740. A Longa Biblioteca foi o primeiro dos principais interiores a ficar completo, em 1741. Entre as últimas dependências a ficar completas, e já inteiramente sob supervisão de Lady Leicester, encontra-se a Capela com o seu retábulo em alabastro.
Os artesãos locais Joseph Pickford e Thomas Carter dedicaram vinte anos das suas vidas a esculpir o alabastro na Capela, no Vestíbulo de Mármore e nas diversas lareiras.
É precisamente pelo Vestíbulo de Mármore, modelado por Kent numa basílica romana, que se entra no edifício. A sala tem uma altura de 15,2 metros (50 pés) do chão ao tecto, sendo dominada pelo amplo lanço de degraus de mármore que levam à galeria envolvente, ou peristilo. O lanço de degraus do vestíbulo leva ao piano nobile e às salas de aparato. A maior delas, o Salão, fica situado imediatamente por trás do grande pórtico, com as suas paredes forradas com veludo estampado de Génova em cor encarnada e o seu tecto dourado cofrado. Nesta sala está pendurado o "Regresso do Egipto" de Rubens. No seu Grand Tour, o 1º Conde adquiriu uma colecção de cópias romanas de esculturas gregas e romanas, a qual está contida, na sua grande maioria, na Galeria das Estátuas. Esta galeria estende-se por todo o comprimento do bloco central de norte a sul. A Sala de Jantar Norte, uma sala cúbica com 8,2 metros (27 pés) de lado contém um tapete de Axminster que reflecte perfeitamente o padrão do tecto acima. Um busto de Lucius Aelius Verus, colocado num nicho da parede desta sala, foi encontrado durante o restauro em Nettuno. Uma abside clássica quase dá à sala um ar de templo. A abside, de facto, contém um acesso dissimulado ao labirinto de corredores e estreitas escadas que conduzem à distante cozinha e áreas de serviço do palácio. Cada canto do lado este do bloco principal contém um salão quadrado iluminado por uma gigantesca janela veneziana. Uma destas salas — a Sala da Paisagem — apresenta nas suas paredes pinturas de Claude Lorrain e Gaspar Poussin. Todas as principais salas de aparato têm paredes simétricas, mesmo quando isso envolve a coordenação de portas reais com portas falsas. Estas salas também possuem elaboradas lareiras de mármores brancos e multi-coloridos, a maior parte delas com entalhes e esculturas, obra, principalmente, de Thomas Carter, embora Joseph Pickford tenha esculpido a lareira da Galeria das Estátuas. A maior parte do mobiliário das salas de aparato também foi desenhado por William Kent, numa majestosa forma de classicismo barroco.
A decoração interior das salas de aparato é, portanto, restrita, ou, nas palavras de James Lees-Milne, "casta". As menores e mais íntimas salas da ala sudoeste, a ala privada da família, foram decoradas na mesma linha, sem serem esmagadoras. A Longa Biblioteca, que se estende por todo o comprimento da ala, contém a colecção de livros adquirida por Thomas Coke no seu Grand Tour através da Itália, onde ele viu pela primeira vez as villas Palladianas, as quais serviriam de inspiração a Holkham Hall.

### Vestíbulo de Mármore
Apesar do seu nome, o principal material usado na construção do Vestíbulo de Mármore é, de facto, o alabastro do Derbyshire, uma pedra mais macia e translúcida que o próprio mármore. As pedras percorreram um longo caminho desde a sua origem até chegarem a Holkham Hall. Em primeiro lugar foram transportadas de barco pelo Rio Trent até Gainsborough, onde foram transferidas para um navio que as levou por mar até Wells-next-the-Sea.
As magníficas colunas jónicas de alabastro suportam o admirável tecto dourado. Estas colunas acanaladas foram pensadas como réplicas das existentes no Templo da Fortuna Viril, em Roma. O tecto cofrado foi copiado de um desenho de Inigo Jones, por sua vez inspirado no Panteão de Roma. 
Em volta do vestíbulo existem estátuas em nichos; estas são, predominantemente, cópias em gesso de divindades da antiguidade clássica, tanto grega como romana. Estas peças foram trazidas de Itália, para o 1º Conde, por Matthew Brettingham, o filho do arquitecto executivo de Holkham Hall.

### Galeria das Estátuas

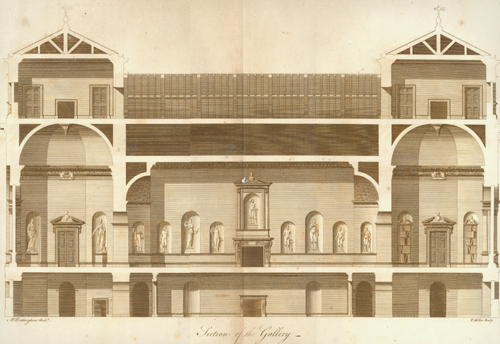
Secção da Galeria das Estátuas de Holkham Hall.

A Galeria das Estátuas foi concebida com o propósito de exibir a colecção de estátuas clássicas, talvez a mais completa entre as existentes em residências privadas da Grã Bretanha. As estátuas estão contidas em nichos construídos expressamente para as suas dimensões.
Todas as estátuas desta galeria são de origem romana, tendo sido esculpidas entre os séculos I e III, excepto um medalhão de Júlio César, colocado sobre a lareira, e os dois faunos em gesso existentes no extremo sul da sala, todos esculpidos no século XVIII.
As vestes ligeiras que as estátuas envergam foram motivo de constrangimento ao longo dos tempos. Em 1772, uma dama que visitava a galeria apreciando as peças achou que seria indelicado admirá-las de perto devido à ligeireza dos seus trajes. Na Era Vitoriana, as estátuas estavam cobertas por uma mortalha para esconder as suas partes íntimas.
Nesta sala encontra-se um par de sofás georgianos, de mogno e parcialmente dourados, os quais datam de 1757. Na década de 1990 foram novamente estofados em couro marroquino azul para imitar a sua cobertura inicial.
Actualmente esta galeria serve de importante cenário na época natalícia. Todos os anos é colocado em frente da janela oeste um grande abeto que quase atinge o tecto. Esta grande árvore de Natal serve de peça central às celebrações natalícias, com a família a recolher-se, tradicionalmente, à sua volta na manhã de Natal para abrir os seus presentes.

### Salão

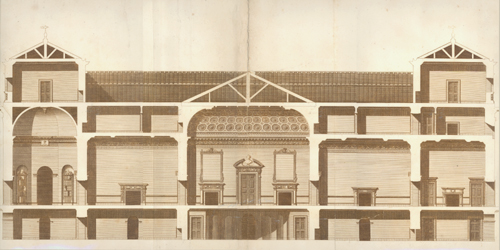
Secção do Salão de Holkham Hall.

No século XVIII, os visitantes deviam entrar directamente da Galeria de Mármore para o Salão, com a sua opulência e calor desenhados em contraste deliberado com a grandiosidade clássica e fria da galeria. 
No Salão estão presentes dois dos grandes mestres da pintura: Peter Paul Rubens e Anthony van Dyck. Do primeiro está presente o já citado "Regresso do Egipto", o qual apresenta um pormenor pouco comum; Cristo representado como uma criança de quatro ou cinco anos em vez de um bebé ou um homem adulto. Na parede oposta está um retrato do Duque de Arenburg, pintado por Anthony van Dyck, o qual está prestes a partir a galope para a batalha. Só depois de se proceder à limpeza da pintura é que foi possível descortinar o grande exército que se encontra em fundo.
As paredes do Salão ainda apresentam a cobertura carmesim original, embora esta já esteja um pouco desbotada. Esta é feita com uma mistura de lã, linho e seda, conhecida como caffoy.
Actualmente, o Salão ainda é usado para o seu propósito original, receber um grande número de pessoas. Um dos pontos altos da sua existência ocorreu em 1865, quando serviu de cenário a um grande baile oferecido em honra dos Príncipes de Gales. Os convidados entraram pela porta norte para o então chamado Vestíbulo Egípcio, onde foram interlaçadas flores entre os pilares. Nessa ocasião, o Salão foi iluminado por 300 velas de cera e a dança prolongou-se até altas horas.

### Sala de Estar de Aparato Norte
Esta sala de aparato é dominada por quatro grandes tapeçarias de Bruxelas tecidas, provavelmente, no final do século XVII por Gerard Peemans. Estas peças foram adquiridas, em 1759, por Lady Leicester, com o custo total de 134,10 libras. Representam o ciclo anual do sol através dos signos do zodíaco. Apesar de faltarem os meses de Verão, não existem registos que indiquem a compra de outras tapeçarias para completar o conjunto. 
Nos primeiros anos do século XXI, os administradores passaram a usar as cenas representadas nas tapeçarias para distrair as crianças cansadas da visita ao palácio. Era-lhes pedido que encontrassem um gato, um cisne morto e várias flores e vegetais representados na elaborada tecelagem. Este subterfúgio levou à produção de uma competição cultural destinada a ser usada pelas crianças através de todo o palácio. É interessante notar que, apesar de desenhado originalmente para crianças entre os 7 e os 11 anos, teve uma grande adesão por parte dos adultos. Por exemplo, na temporada de 2006 mais de 70% dos testes foram completados por estes.

### Quarto Verde de Aparato
O Quarto de Aparato Verde é o mais importante dos quartos do palácio. Ao longo dos séculos dormiram entre as suas paredes Reis, Rainhas e nobres de todos os níveis.  
Existiu neste quarto uma pintura de Gavin Hamilton (1730-1797) que representava o deus Júpiter acarinhando a sua esposa, Juno. No entanto, quando a Rainha Maria de Teck visitou Holkham Hall, esta obra foi considerada demasiado lúbrica e, por isso, banida para os áticos. Uma placa de Julius Caesar, inicialmente com um lugar de honra na cornija da lareira abaixo da pintura - actualmente sobre a lareira da Galeria das Estátuas - ligava a natureza sexual da pintura com o estilo de vida promíscuo do Imperador romano.
As tapeçarias colocadas de cada lado da lareira foram tecidas por Albert Auwercx, o grande tecelão flamenco, no final do século XVII. Estas representam os continentes Europa, África e América. 
As restantes tapeçarias do quarto foram tecidas por Paul Saunders e George Smith Bradshaw. Os painéis colocados na parede este representam a Ásia, enquanto as faixas de cada lado da cama mostram o Somo e a Vigília.
Em 1986, quando Thomas, o actual Visconde Coke celebrou o seu 21º aniversário, este quarto foi transformado numa discoteca. Todo o mobiliário, incluindo as camas, foi removido e as tapeçarias protegidas com acrílico e panos pretos de polietileno.

### Bibliotecas

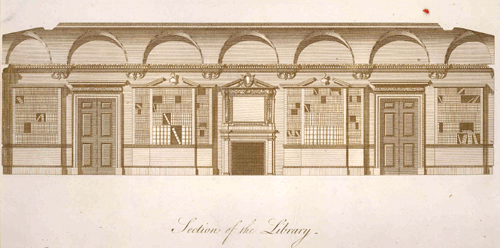
Secção da Biblioteca Longa de Holkham Hall.

Holkham Hall possui três bibliotecas, todas elas situadas na ala sudoeste, a ala privada da família, da qual ocupam metade da área. São conhecidas como Biblioteca dos Manuscritos, Biblioteca Clássica e Biblioteca Longa.
Até ao século XIX, o espaço actualmente ocupado pela Biblioteca dos Manuscritos era o principal quarto privado, o que dava a Sir Thomas William Coke um fácil à sua biblioteca a qualquer hora do dia ou da noite. No entanto, esta situação mudou em 1816, quando amigos conhecedores convenceram o 2º Conde de Leicester a levar para ali os valiosos manuscritos armazenados numa das salas-torre - húmida e descuidada - tornando o seu quarto numa biblioteca. Alguns destes manuscritos pertenceram à biblioteca original de Sir Edward Coke.
Do mesmo modo, a Biblioteca Clássica era, inicialmente, a antecâmara do quarto do Conde. Quando esta sala foi convertida em biblioteca passou a alojar um grande número dos primeiros livros impressos.
A Biblioteca Longa é a maior das três, sendo usada pela família, principalmente, para receber. Foi desenhada por William Kent, ocupando toda a frente oeste da ala familiar, com os seus 16,5 metros (54 pés) de comprimento por 5,5 (18 pés) de largura. À esquerda da lareira encontra-se uma porta dissimulada que conduz à principal escadaria desta ala, a qual permitia que o acesso dos criados à sala sem perturbar as pessoas que se encontravam nas outras divisões de ambos os lados.
Nos dias de hoje, as bibliotecas estão frequentemente abertas ao público. No entanto, a abertura das áreas privadas do palácio está, inteiramente, ao critério da família. Por esse motivo, é impossível garantir antecipadamente ao visitante se estarão disponíveis no dia da sua passagem por Holkham Hall.

### Quarto dos Papagaios
O Quarto dos Papagaios faz parte da principal área de acomodação de hóspedes, ficando situado na ala noroeste do palácio, especialmente destinada a este fim. A sala recebe o seu nome em referência à pintura com papagaios e araras, obra de Frans Snyders, pendurado ao lado da cama.
Este quarto nem sempre está aberto ao público, uma vez que serve frequentemente de alojamento aos convidados dos Condes de Leicester. 
Jeremy Musson, o apresentador do documentário da BBC Curious House Guest, dormiu neste quarto enquanto filmava o programa dedicado a Holkham Hall, o qual foi para o ar em Março de 2006.

### Capela

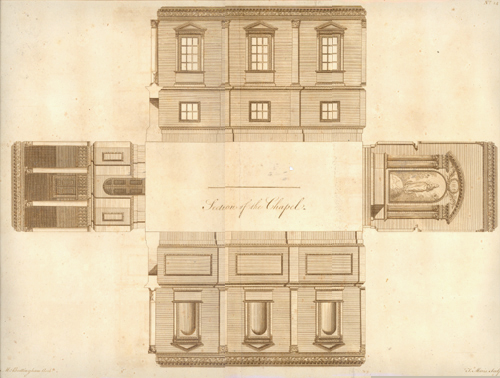
Elevações e secções da Capela de Holkham Hall.

A Capela de Holkham Hall encontra-se instalada na ala sudeste do palácio, mantendo-se como lugar de culto até à actualidade. Durante os meses de Verão, os serviços religiosos são realizados na igreja de Saint Withburga, no Parque de Holkham; no entanto, nos meses de Inverno, e uma vez que aquela igreja não possui aquecimento, a congregação muda-se para a capela do palácio, onde são rezadas missas todos os Domingos.
Até à Segunda Guerra Mundial, todos os dias, pelas 9 horas, eram rezadas orações da manhã na capela. O capelão de Lord Leicester dirigia o serviço a que todos - família e criados - assistiam. Nos arquivos do palácio encontra-se registado um episódio que testemunha a utilização da capela pelos criados. Nestes está descrito que uma Condessa, depois de visitar Holkham Hall pelo Natal, contou à sua criada que, durante um serviço religioso na capela, os criados do palácio, liderados pela cozinheira, pareciam gostar, realmente, de cantar nos coros. No entanto, a criada rapidamente convenceu a sua senhora a não seguir o exemplo afirmando: "Eles não cantam "Noel, Noel", mas "No Ale, No Ale", o que faremos agora que não temos cerveja (ale)". Aparentemente o Conde havia banido o consumo de cerveja na festa da criadagem depois dos excessos cometidos na festa do ano anterior.
Esta parte do palácio faz parte das áreas reservadas à família, embora a galeria que permite a vista, a partir de cima, para a Capela, esteva frequentemente aberta aos olhares do público. Tal como acontece com as Bibliotecas, a visita a este espaço não pode ser garantida com antecedência.

### Cozinha Velha
A Cozinha Velha situa-se na ala nordeste do palácio, tendo entrado em funcionamento no ano de 1757, depois da demolição do velho solar isabelino que se erguera no parque. Antes disso acontecer, a ala destinada à família, a primeira a ser construída, estava ligada ao solar por uma passagem coberta. 
Esta cozinha foi remobilada pelo 2º Conde na década de 1850, tendo servido até à Segunda Guerra Mundial. Ao longo dos séculos foram cozinhadas aqui refeições para um gigantesco número de pessoas. Os Condes de Leicester, além de terem uma família numerosa, gostavam de receber frequentemente e com opulência. Para manter esse aparato era necessário um grande número de criados. Em meados do século XIX tinha um pessoal constituído por 60 criados, só dentro do palácio. Mesmo entre as duas guerras mundiais viviam e trabalhavam 25 criados no Holkham Hall. Nessa época, o pessoal da cozinha nunca via as salas de aparato e o pessoal de fora não tinha permissão para entrar na cozinha.
O número de refeições servidas e as quantidades de alimentos confeccionados também eram elevados. Num mês típico da década de 1820 eram servidas cerca de 1.700 refeições. Entre os mantimentos consumidos mensalmente incluíam-se cerca de 114 kg (250 lbs), 138 kg (300 lbs) de bacon, 24,5 kg (54 lbs) de chá e 500 formas de pão.
Num dos extremos da cozinha existem duas portinholas, uma para a passagem dos alimentos quentes e outra para os alimentos frios. As ordens eram dadas através de um cano localizado à direita do friso da porta.
Uma das rotinas matinais era a preparação dos pequenos-almoços das crianças. Todos os dias, pelas 8 horas, chegavam à cozinha dois lacaios com um carrinho e um grande recipiente de cobre, no qual era colocada água a ferver e os ovos destinados à primeira refeição das crianças. O carro era, então, empurrado até à ala da Capela, onde se encontrava a sala das crianças, com os ovos cozidos perfeitamente preparados para estas.

## Propriedade, parque e jardins

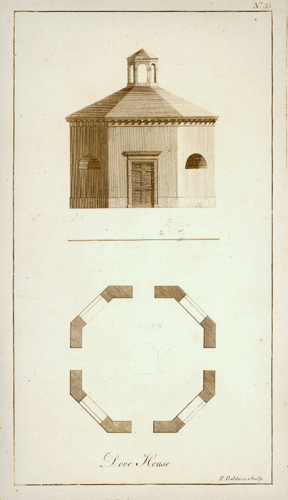
Elevação e planta da Dove House, no parque de Holkham Hall.

Os trabalhos para o parque, segundo os desenhos de William Kent, começaram em 1729, vários anos antes da construção do edifício. Este evento foi comemorado, em 1730, pela construção do obelisco, de 24 metros (80 pés) de altura, erguido no ponto mais alto do parque. Este fica localizado a mais de meia milha para sul do palácio, alinhado com o centro do mesmo. Uma avenida ladeada por árvores estende-se por mais de uma milha para sul do obelisco. Foram plantadas milhares de árvores numa terra anteriormente ventosa. Em 1770 o parque cobria uma área de 6,1 km² (1.500 acres). Entre os restantes edifícios desenhados por Kent encontram-se o Arco Triunfal, desenhado em 1739 mas só concluído, próximo do extremo da avenida, em 1752, e o Templo Dórico com cúpula (1730-1735), localizado nos bosque próximo do obelisco. 
Sobre a entrada principal do palácio, dentro do Vestíbulo de Mármore, existe a seguinte inscrição:

THIS SEAT, on an open barren Estate

Was planned, planted, built, decorated.

And inhabited the middle of the XVIIIth Century

By THO's COKE EARL of LEICESTER

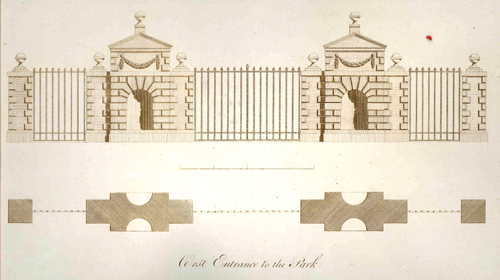
Elevação da entrada oeste para o parque de Holkham Hall.

Thomas Coke, 1º Conde de Leicester de Holkham, mandou fazer amplas melhorias ao parque, entre as quais se conta o plantio de mais de um milhão de árvores. Quando este faleceu, em 1842, o parque cobria a sua actual extensão de mais de 12 km² (3.000 acres). Este Conde encarregou o arquitecto Samuel Wyatt de desenhar mais de 50 edifícios para a propriedade, incluindo uma série de edifícios agrícolas e casas de lavoura num estilo neoclássico simplificado. Na década de 1780 foram criadas as novas Cozinhas-Jardins muradas cobrindo uma área de 6 acres, as quais se situam para oeste do lago e incluem: uma Casa-Figo, uma Casa-Pêssego, a Vinha e outras estufas, culminando cerca de 1790 com o Grande Celeiro localizado no parque, meia milha a sudeste do obelisco. O custo de cada quinta situou-se na ordem das 1.500 a 2.600 libras, com a Lodge Farm de Castle Acre a custar, entre os anos de 1797 e 1800, 2.604 libras. O lago situado a oeste do palácio, originalmente um pântano formado a partir do Mar do Norte, foi criado entre 1801 e 1803, pelo jardineiro paisagista William Eames. Coke foi comemorado através do Coke Monument (Monumento Coke), desenhado por William Donthorne e erguido entre 1845 e 1848, com um custo para os proprietários de 4.000 libras. Este consiste numa coluna coríntia, de 37 metros (120 pés) de altura. O pedestal está decorado com baixos relevos esculpidos por John Henning Junior, com os cantos deste pedestal suportando esculturas de um boi, uma ovelha, uma charrua e uma semeadeira. O trabalho de Coke para aumentar a produção agrícola resultou num crescimento do rendimento de 2.200 para 20.000 libras entre 1776 e 1816. O monumento encontra-se cerca de meia milha a norte do palácio em alinhamento com o mesmo.

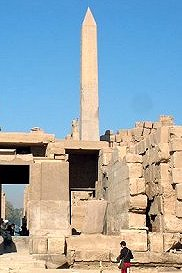
The Coke Monument. In the grounds of Holkham Hall, pictured in 1999.

Em 1850, Thomas Coke, 2º Conde de Leicester, chamou o arquitecto William Burn para construir novos estábulos a este do palácio. As obras começaram em colaboração com W. A. Nesfield, o qual desenhou os parterres para os terraços que rodeiam o edifício, cuja execução começou ao mesmo tempo. Os trabalhos continuaram até 1857, incluindo, para sul e em alinhamento com o palácio, a monumental Fonte de São Jorge e o Dragão, esculpida por Charles Raymond Smith entre cerca de 1849 e 1857. Para nascente do edifício, e com vista para o terraço, Burn desenhou a grande Orangery de pedra, com um frontão de três secções ao centro e alas laterais com três vãos, as quais, actualmente, não possuem telhado nem janelas.

## Referências

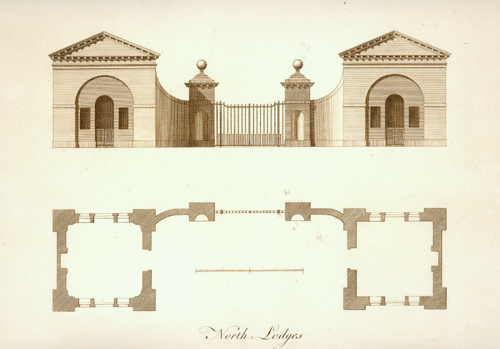
Elevação e planta da portaria norte de Holkham Hall.

## Holkham Hall na actualidade
Pensa-se que o custo da construção de Holkham Hall terá sido da ordem das 90.000 libras estrelinas (o que, devido à inflação, corresponderia a aproximadamente 8 milhões de libras em 2006). Este alto custo quase arruinou os herdeiros do 1º Conde, tendo como resultado a sua incapacidade financeira para alterar o edifício de forma a acompanhar os caprichos dos novos gostos. Desta forma, o palácio permaneceu quase intocado desde a sua conclusão, em 1764. Actualmente, este perfeito, embora severo, exemplo de Palladianismo é o coração de uma próspera propriedade privada com cerca de 25.000 acres (100 km²), a qual, apesar de aberta ao público para visitas, ainda permanece como a casa de família dos Condes de Leicester de Holkham.